# Jingxi, Minhou
Jingxi (kinesiska: 荆溪) är en köping i sydöstra Kina. Den ligger i Minhou härad i provinshuvudstaden Fuzhou i provinsen Fujian, omkring 14 kilometer nordväst om centrala Fuzhou. Antalet invånare är 56 872. Befolkningen består av 25 723 kvinnor och 31 149 män. Barn under 15 år utgör 13,0 %, vuxna 15-64 år 78 %, och äldre över 65 år 7,0 %.